# Patuljasti sleč
Patuljasti sleč (patuljasti pjenišnik, kaškara; lat. Rhodothamnus), maleni biljni rod iz porodice vrjesovki. Pripada mu svega dvije priznate vrste, to su R. sessillifolius iz sjeveroistočne Anatolije (Turska) i R. chamaecistus iz južne Njemačke, Austrije i Slovenije

## Vrste
1. Rhodothamnus chamaecistus (L.) Reichenb.;  patuljasta kaškara
2. Rhodothamnus sessillifolius P.H. Davis

## Sinonimi
- Adodendrum Neck.; Elem. 1: 214 (1790)

## Nekadašnje vrste
- Rhodothamnus leachianus (L.F.Henderson) H.F.Copeland  = Kalmiopsis leachiana (Henderson) Rehd.